# Anita Simoncini
Anita Simoncini (Montegiardino, 14 aprile 1999) è una cantante sammarinese.

## Carriera
Nel settembre 2014 viene annunciata la partecipazione del gruppo The Peppermints, come rappresentante di San Marino al Junior Eurovision Song Contest 2014, tenutosi a Malta. Il gruppo, di cui fa parte anche Anita Simoncini, presenta il brano Breaking My Heart.
Nel maggio 2015 ha rappresentato San Marino all'Eurovision Song Contest 2015 insieme a Michele Perniola, ma la loro canzone è stata eliminata in semifinale.
A fine 2015 ha partecipato al talent show sammarinese I talenti dei Castelli assieme a Michele Giacomini come rappresentante del suo castello.